# Lothar Heyer
Lothar Heyer ist ein ehemaliger deutscher Skispringer, der für den SC Motor Zella-Mehlis startete. Zu Beginn der 1960er Jahre gehörte Heyer der Skisprungnationalmannschaft der DDR an.

## Werdegang
Heyer gab sein internationales Debüt bei der Vierschanzentournee 1960/61. Nach dem 26. Platz auf der Schattenbergschanze in Oberstdorf erreichte er beim Neujahrsspringen in Garmisch-Partenkirchen mit Platz 17 sein bestes Einzelresultat. Nachdem er jedoch in Innsbruck und Bischofshofen mit den Plätzen 59 und 31 nicht überzeugen konnte, reichte es in der Tournee-Gesamtwertung am Ende der Tournee nur zu Platz 34. Bei seiner zweiten und letzten Vierschanzentournee 1961/62 startete Heyer nur bei den Springen in Österreich und landete dabei jeweils jenseits des 60. Platzes. Die Tournee beendete er daraufhin mit nur 340,0 Punkten auf Platz 78 der Gesamtwertung.

## Erfolge

### Vierschanzentournee-Platzierungen
| Saison  | Platz | Punkte |
| ------- | ----- | ------ |
| 1960/61 | 34.   | 751,9  |
| 1961/62 | 78.   | 340,0  |